# Татарников, Георгий Павлович
Георгий Павлович Татарников  (16 июня 1914, Саратов — 4 мая 1971, Ленинград) — российский советский живописец, член Ленинградского Союза художников.

## Биография
Георгий Павлович родился в 1914 году в Саратове. В середине 1930-х приезжает в Ленинград, занимается в изостудии у известных педагогов А. Д. Зайцева и Б. А. Фогеля. В 1939 призван в Красную Армию, участник финской кампании и Великой Отечественной войны.
В послевоенные годы получил известность и признание как мастер ландшафтного и городского пейзажа. Писал также жанровые картины и портреты. Совершал творческие поездки на Волгу, в Крым, Старую Ладогу. Посетил Чехословакию и Швейцарию. Участвовал в выставках с конца 1930-х. Член Ленинградского Союза художников с 1948 года.
Среди произведений, созданных художником, картины «Волжский пейзаж. Пасмурный день», «Волжский пейзаж. Солнечный день» (обе 1950), «Вечер», «Волжская здравница Черемшаны», «Волжский простор», «Интерьер» (все 1951), «Орлино. Золотой вечер» (1953), «Море», «Ленинградский пейзаж» (обе 1955), «На даче», «Лето» (1956), «Голубая Прага», «Яхт-клуб», «Здесь будет город заложён», «Карлов мост», «Старая площадь» (все 1957), «Исаакиевская площадь» (1958), «Ленинград строится», «Площадь Декабристов», «Памятник А. В. Суворову», «Львиный мостик», «Огни Ленинграда» (все 1959), «Пека и Пака», «Швейцария. Сен-Готардское ущелье», «Вечерний Невский» (все 1960), «На птицеферме» (1961), «Тишина», «Регата» (обе 1962), «Блокада прорвана», «Портрет П. Бучкина», «Серебряный день», «На этюдах», «Судак», «Ленинград салютует» (все 1964), «Лотер Больц», «Матери Октября» (1967), «В море», «Лето», «Птичница» (все 1970) и другие. В 1989—1992 годах уже после его смерти работы Г. П. Татарникова с успехом экспонировались на выставках и аукционах русской живописи L' Ecole de Leningrad во Франции.
Скончался в 1971 году в Ленинграде.
Произведения Г. П. Татарникова находятся в Государственном Русском музее, в музеях и частных собраниях России, Франции, Японии, Украины, Германии, США и других стран.
Сыновья — также художники Олег, Пётр и Павел Татарниковы.
Брат — инженер-строитель Борис Павлович Татарников (1910—1974).

## Выставки
- 1951 год (Ленинград): Выставка произведений ленинградских художников.
- 1955 год (Ленинград): Весенняя выставка произведений ленинградских художников.
- 1956 год (Ленинград): Осенняя выставка произведений ленинградских художников.
- 1957 год (Ленинград): 1917 - 1957. Выставка произведений ленинградских художников.
- 1958 год (Ленинград): Осенняя выставка произведений ленинградских художников.
- 1960 год (Ленинград): Выставка произведений ленинградских художников 1960 года.
- 1960 год (Ленинград): Выставка произведений ленинградских художников.
- 1960 год (Москва): Советская Россия. Республиканская художественная выставка.
- 1961 год (Ленинград): Выставка произведений ленинградских художников.
- 1962 год (Ленинград): Осенняя выставка произведений ленинградских художников.
- 1964 год (Ленинград): Ленинград. Зональная выставка.
- 1965 год (Ленинград): Весенняя выставка произведений ленинградских художников.
- 1976 год (Москва): Изобразительное искусство Ленинграда.
- 1984 год (Ленинград): Подвигу Ленинграда посвящается. Выставка произведений ленинградских художников, посвящённая 40-летию полного освобождения Ленинграда от вражеской блокады.
- 1997 год (Петербург): Связь времён. 1932—1997. Художники — члены Санкт-Петербургского Союза художников России .

## Работы в собраниях музеев
- На птицеферме[25]. 1961. Холст, масло. 147х90. Тверская областная картинная галерея
- Полдень[26]. 1949. 95х190. Холст, масло. Иркутский областной художественный музей
- Полдень на Волге[27]. 1952. Холст, масло. Красноярский государственный художественный музей им. В. И. Сурикова
- Ленинград строится[28]. 1950-е гг. Холст, масло. Павловский историко-художественный музей им. Г. Ф. Борунова
- Город оживает[29]. 1944. Оргалит, масло. 60,7х80. Музей искусства Санкт-Петербурга XX—XXI веков
- Урок музыки[30]. 1947—1948. Холст, масло. 46,5х60. Государственный Русский музей
- Волжская здравница «Черемшаны»[31]. 1951. Холст, масло. 70х179,5. Симферопольский художественный музей
- Петергофская симфония[32]. 1963. Холст, масло.125х188. Государственный музей-заповедник «Петергоф»
- Серебристый день[33]. 1964. Холст, масло. 200х100. Ангарский городской музей
- Огни Ленинграда[34]. 1960. Холст, масло. 50х150. Камышинский историко-краеведческий музей
- Крейсер «Киров» на Неве в годы блокады[35]. 1942. Картон, масло. 46х60,5. Центральный военно-морской музей имени императора Петра Великого
- Первая радиостанция на острове Гогланд[36]. 1953. Холст, масло. 105х175. Центральный музей связи имени А. С. Попова
- Карлов мост[37]. 1957. Картон, масло. 46х60. Музей изобразительных искусств, Комсомольск-на-Амуре
- Комиссар революции[38]. 1970. Холст, масло. 220х135. Пикалевский краеведческий музей, Пикалево
- Золотой вечер. Орлино[39]. 1953. Холст, масло. 102,5х112. Музей искусства Санкт-Петербурга XX—XXI веков